# Garcinia microcarpa
Garcinia microcarpa är en tvåhjärtbladig växtart som beskrevs av Jean Baptiste Louis Pierre. Garcinia microcarpa ingår i släktet Garcinia och familjen Clusiaceae. Inga underarter finns listade i Catalogue of Life.